# 索尼贡县
索尼贡县，一译绍尼贡县、速尼贡县，是柬埔寨暹粒省下辖的一个县。
据1998年人口普查，此县共有90,080人。